# مكي بن كامل الدهماني
مكي بن كامل بن جامع الدهماني أو مكن بن كامل, أول أمراء قابس من بني جامع، و زعيم عشيرة المناقشة, ينتمي لقبيلة بنو دهمان من بنو علي من بنو رياح من بنو هلال.

## سيرته
كان مكي زعيم لعشيرة المناقشة، فلما استولت بنو زغبة على قابس بعد فوضى طويلة، تقدم مكي قائدا قبيلته رياح, و استولى على قابس و بسط سلطانه، و طرد زغبة نهائيا من إفريقية، و كان ذلك عام 490هـ / 1096، و بتوليه أسس مكي دولة بني جامع. اشتهر مكي باستضافته لأعداء الدولة الزيرية دائما، فبعد أن طُرد المثنى بن تميم من المهدية، جاء لاجئا يغري مكي بمهاجمة صفاقس و المهدية، فوافق مكي بشرط أن يتكفل المثنى بتمويل الجيش، و انضم للحلف شاه ملك التركي الذي لجئ مع قبيلته الغز إلى قابس عام 489هـ /1095، و اندلعت الحرب، و انتهت بهزيمة، و قرر مكي أن لا يتدخل في مشاكل آل باديس ثانية، رغم ذلك قام باستضافة حمو بن مليل البرغواطي بعد سقوط صفاقس عام 493هـ / 1099 حتى وفاته [حمو]. و بعد فترة حكم جيدة نوعا ما, توفي مكي، و سنة وفاته صعبة التحديد، حيث يرجح الأستاذ محمد المرزوقي و الدكتور عفيفي وفاته بين عامي 1101 و 1104، و يمكن أنه توفي عام 499هـ / 1105، على العموم ورثه الحكم بعده ابنه رافع بن مكي.